# Міллер Андерсон (стрибун у воду)
Міллер Андерсон (англ. Miller Anderson, 27 грудня 1922 — 29 жовтня 1965) — американський стрибун у воду.
Призер Олімпійських Ігор 1948, 1952 років.
Призер Панамериканських ігор 1951 року.